# L'Altra Editorial
L'Altra Editorial és una editorial catalana, literària i independent, amb seu a Barcelona, fundada per Eugènia Broggi el febrer de 2014 amb l'objectiu de publicar narrativa en llengua catalana, principalment d'autors joves així com «clàssics contemporanis». Des de 2014, L'Altra publica el guanyador del Premi Documenta.
Coincidint amb el seu cinquè aniversari, l'any 2019, va crear un nou segell de literatura juvenil anomenat L'Altra Tribu, adreçat als lectors d'entre 12 i 16 anys. El seu objectiu és fer bones traduccions de llibres diversos amb material extra i guies. Entre els primers títols hi consten Quan un toca el dos, d'Anna-Greta Winberg; Quin dia tan bèstia, de Mary Rodgers; La crida del bosc, de Jack London, i El dia dels trífids, de John Wyndham.
La tardor de 2020 es van unir amb l'Editorial Males Herbes per crear Les Altres Herbes.